# Espérance de vie en bonne santé
L'espérance de vie en bonne santé (EVBS ; en anglais Healthy Life Years ou HLY) est « le nombre moyen d'années de bonne santé que l'on peut espérer vivre au sein de l'espérance de vie (EV) dans les conditions médicales, sociales et sanitaires du moment ». C'est un indicateur difficile à évaluer, et donc souvent remplacé par celui de l'espérance de vie sans incapacité (EVSI), un indicateur sanitaire et démographique structurel recommandé par l'Union européenne. La valeur de cet indicateur dépend de la fiabilité statistique des données médicales d'incapacité (handicap physique ou mental, réversible ou non selon les cas).

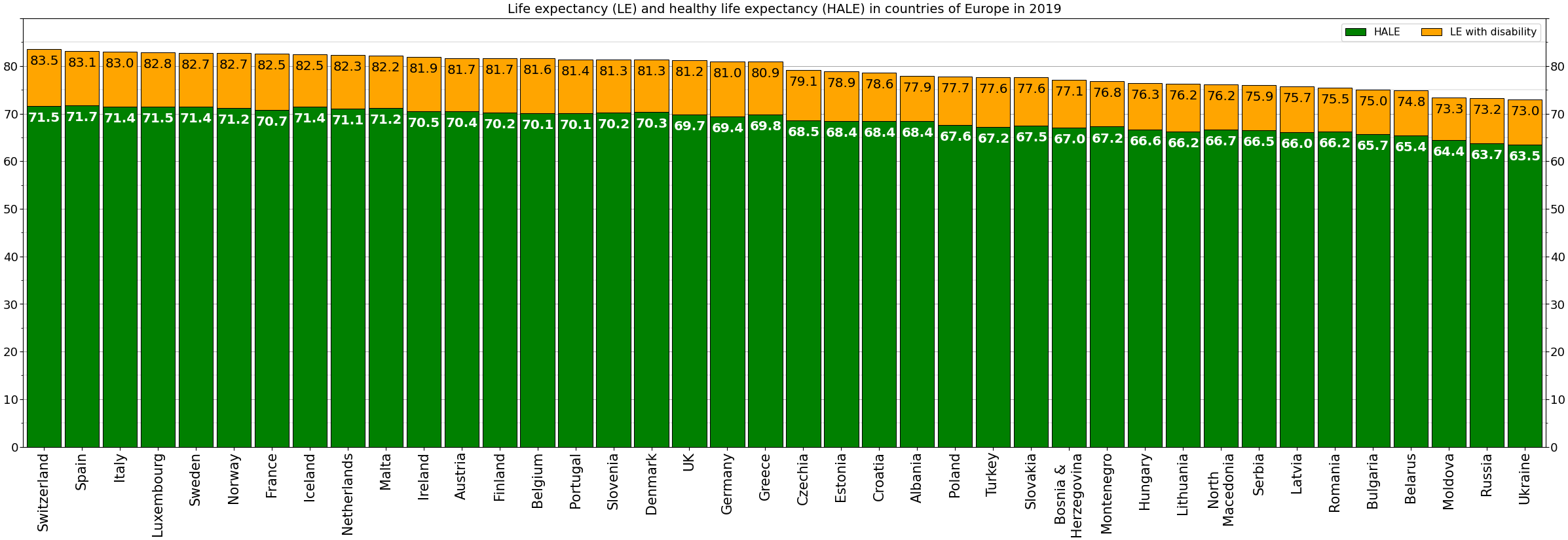
Espérance de vie en bonne santé par rapport à l'espérance de vie en Europe en 2019, selon le pays. C'est en Suède que les personnes vivent le plus longtemps en bonne santé.

Cet indicateur fait partie de la famille des « espérances de santé », et plus précisément des espérances de vie sans incapacité (permanentes ou temporaires, c'est-à-dire « sans être limitée dans ses activités quotidiennes »). Il décrit le nombre d'années que l'on peut espérer vivre en bonne santé ou en étant bien soigné, c'est-à-dire « sans incapacité au sein de l'espérance de vie ». 

## Histoire
Au XXe siècle et depuis les succès de l'hygiénisme, l’espérance de vie a longtemps été considérée comme le meilleur indicateur d’efficacité des politiques de santé et de développement. Mais il est apparu que les progrès de la médecine (et parfois l’acharnement thérapeutique) pouvaient allonger la vie tout en dégradant la qualité de vie, et être source de biais d'interprétation. 
L'espérance de vie en bonne santé apparait alors être un indicateur plus pertinent, mais il est cependant très difficile à évaluer. 
L'espérance de vie sans handicap physique ou mental, sans restrictions de déplacement ni d'activité est un indicateur qui a alors été développé et qui est de plus en plus utilisé. L'EVSI a été proposé par D.F Sullivan au début des années 1970 à partir du constat qu'il avait fait dans les années 1960 de l'imprécision de certains critères d'évaluation de la santé publique, notamment concernant la bonne prise en compte des situations individuelles d'incapacité. Au milieu des années 1970, cet indicateur a été recommandé par l'OCDE parmi les indicateurs sociaux et de santé à retenir,. 
Cet indicateur présente aussi un intérêt prospectif pour l'organisation des systèmes de santé, et pour évaluer la durabilité du développement. Il est cependant resté longtemps inutilisé,, en raison notamment d'un manque de fiabilité des données statistiques quantitative et qualitative disponibles sur le handicap et l'incapacité.
À partir des années 1980 dans les pays riches, l'amélioration de la statistique de santé publique (notamment permise par les progrès de la définition des maladies et d'une classification Internationale des Handicaps [Déficiences, Incapacités, Désavantages] réalisée, sous l'égide de l'OMS) a permis de mieux prendre en compte et mesurer le handicap et les incapacités dans les enquêtes nationales de santé, et par suite de calculer cet indice, en France à l'INSERM (au sein Unité de recherches 164, sur l'évaluation de l'état de santé et des systèmes de soins et de prévention), et aux États-Unis puis dans de nombreux autres pays, permettant peu à peu des comparaisons de pays à pays ou inter-régionales. Au milieu des années 1980, les experts rappelaient qu'il ne faut pas confondre durée de vie et qualité de vie, et estimaient toutefois qu'il fallait encore significativement améliorer la mesure de l'incapacité pour rendre cet indicateur plus précis,,,,,.

## Avantages et inconvénients de l'indicateur EVSI

### Avantages de l'indicateur
Cet indicateur de santé (sanométrie) présente l'avantage d'être synthétique, accordé à l'indice d'espérance de vie et d'éclairer sur la qualité de vie.
Les indicateurs d'« espérance de santé » ont été développées « pour apprécier l'évolution de la qualité de la vie » pour répondre à la question : « Vit-on plus longtemps mais aussi plus longtemps en bonne santé ? », question par exemple posée en 1980 par J.F. Fries et par M. Kramer.
Il permet de « mesurer l'évolution des conditions sanitaires du moment au cours du temps et de préciser les inégalités de santé entre les différents groupes (sexe, région, CSP, etc.) ». Les « espérances de santé » permettent en effet d'ajouter une dimension de qualité de vie au nombre d'années vécues. On peut mesurer l'évolution de cet indicateur dans le temps, mais aussi comparer la situation des pays ou celle de groupes au sein d'une population (selon le sexe par exemple).
Alors que l'OMS proposait de mesurer les conséquences des maladies à l'aide de cinq dimensions dites « rôles de survie » : 1) mobilité physique, 2) indépendance physique, 3) occupations, 4) intégration sociale et suffisance économique, cet indicateur a apporté un jugement qualitatif sur les capacités fonctionnelles (ou inversement sur le degré d'invalidité) des individus, ce qui peut aussi grandement aider à quantifier les besoins de santé et la nature de ces besoins pour mieux planifier l'évolution et le développement des services de santé.

### Inconvénients ou limites de l'indicateur
Cette mesure dépend fortement de la précision de l'indicateur synthétique d'incapacité, par exemple calculé sur la base de l'évaluation de la mobilité et des capacités physiques (locomotion, agilité, préhension...), de l'indépendance physique et du dégradé d'occupation d'une personne, sur la base d'un indicateur de confinement (au domicile ou dans une institution de soins), de dépendance/autonomie et de restriction des occupations. 
À cause des méthodes de calcul utilisées, il a comme inconvénient (ainsi que l'espérance de vie du moment) de ne pas s'appliquer à des individus en particulier, ni à une génération mais à un groupe d'individus (qui connaîtraient successivement aux différents âges de leur vie, la mortalité et les incapacités des différentes générations présentes une année donnée). Le calcul de l'EVSI se fait « à partir de la totalité des survivants », or en réalité, dans chaque génération l'espérance de vie des sujets âgés — par exemple de 65 ans lors d'une année donnée — sera sûrement supérieure à la valeur calculée pour cette année.
Ceux qui sont déjà en institution ou en incapacité permanente à 65 ans cette même année ont une EVSI nulle ou quasi nulle, alors que leurs homologues survivant au même âge (65 ans), sans incapacité, ont sûrement une EVSI réelle plus grande.

« L'EVSI ne résume que les conditions de morbidité et de mortalité à un moment donné, à une année donnée. »

À ses débuts, l'indicateur ne distinguait pas ou mal les handicaps temporaires ou permanents. Des arrêts de travail pour soins aux enfants ou à des proches malades, pour grossesse ne sont pas des handicaps physiques ou mentaux personnels mais peuvent être des sources de confusion. Les incapacités liées aux grossesses influent considérablement sur les courbes d'incapacité des femmes comparées à celles des hommes entre 20 et 50 ans.

### Relativité de l'indicateur et contexte d'utilisation
Il y a autant d'« espérances de santé » que de dimensions de la santé, dont l'« incapacité » qui permet de mesurer les difficultés et les limitations rencontrées dans les activités du quotidien (au travail, au domicile, pour les soins personnels) à cause d'un problème de santé.
Par exemple l'indicateur européen EVBS décompte les années de vie avec et sans « limitations dans les activités usuelles ».
Une pathologie peut être invalidante, puis être traitée de manière à supprimer les incapacités, sans que la personne en soit vraiment guérie, c'est le cas par exemple du sida autrefois fortement invalidant puis mortel, aujourd'hui traité par une trithérapie. Le patient vit alors sans invalidité, mais sans être pour autant vraiment guéri et donc en « bonne santé ».
De même une pathologie légèrement invalidante peut ne pas nuire à la vie courante dans un pays riche où des moyens de la compenser sont facilement accessible, et fortement réduire l'indépendance d'une personne dans une région isolée ou dans un pays pauvre.
Cet indicateur quand il est différencié selon les secteurs économiques ou de la société apporte aussi des informations sur les inégalités de santé, avec par exemple la « double peine » des ouvriers : plus d’années d’incapacité au sein d’une vie plus courte.
L'EVSI est un indicateur qui devient incontournable dans les études économiques et sociales, comme en témoignent les prospectives de l'Institut national de la statistique et des études économiques sur l'emploi, la pauvreté, et le vieillissement démographique en France et en Europe. À mesure que l'espérance de vie sans incapacité diminue, l'EVSI devient l'un des indicateurs les plus pertinents pour orienter rationnellement les politiques de gestion des réformes du système de retraite, en particulier regard des marges de manœuvre sur les durées de cotisation et des limites d'âge de départ à la retraite (d'un point de vue statistique, lorsque l'âge d'une personne atteint ou dépasse l'ESVI, la probabilité qu'elle soit au chômage pour inaptitude devient quasi certaine, elle ne peut plus cotiser).

### Alternative au calcul de l'indicateur
Une méthode plus exacte serait de décompter parmi tous les survivants d'une génération ceux qui vivent réellement sans incapacité à chaque âge, méthode proposée par Katz et al. aux États-Unis, mais cette approche serait très coûteuse si appliquée au sein d'une vaste population, et elle nécessite de pouvoir dater les entrées et sorties de périodes d'incapacité, ce qui est en pratique difficile, notamment au sein de populations pauvres ou exclues ou chez des personnes âgées qui ne consultent pas ou très tardivement pour des incapacités qu'elles jugent normales et attendues étant donné leur âge.

## Statistiques par pays
L'OMS publie des statistiques par pays concernant l'espérance de vie en bonne santé à la naissance et à 60 ans.

### En Europe
Sur le continent européen, depuis les années 1980-1990, les EVSI ont globalement augmenté, mais avec des tendances contrastées selon les pays et les indicateurs utilisés, comme l'ont mis en évidence plusieurs études,,,. Dans tous les pays les moyennes nationales ne doivent pas masquer des différences parfois marquées entre hommes et femmes et selon les régions ou les populations (les ouvriers sont par exemple plus à risques que les cadres). 
En Europe et Amérique du Nord il n'y a pas de lien direct et général entre incapacité et espérance de vie ; ainsi bien que mesurant l'incapacité de différentes manières, toutes les études montrent que les femmes développent plus d'incapacités que les hommes, mais qu'elles vivent néanmoins plus âgées.
|                            | 2004 | 2005 | 2006 | 2007 | 2008 | 2009 | 2010 | 2011 | 2012 | 2013 | 2014 | 2015 | 2016 | 2017 |
| -------------------------- | ---- | ---- | ---- | ---- | ---- | ---- | ---- | ---- | ---- | ---- | ---- | ---- | ---- | ---- |
| Allemagne                  | nd   | 54,8 | 58,3 | 58,6 | 57,7 | 58,1 | 58,7 | 58,7 | 57,9 | 57,0 | 56,5 | 67,5 | 67,3 | nd   |
| Autriche                   | 60,4 | 60,1 | 61,0 | 61,4 | 59,9 | 60,8 | 60,8 | 60,1 | 62,5 | 60,2 | 57,8 | 58,1 | 57,1 | 56,9 |
| Belgique                   | 58,4 | 62,3 | 63,2 | 63,9 | 64,1 | 63,7 | 62,6 | 63,6 | 65,0 | 63,7 | 63,7 | 64,0 | 63,8 | 64,1 |
| Bulgarie                   | nd   | nd   | 71,9 | 73,9 | 65,7 | 65,9 | 67,1 | 65,9 | 65,7 | 66,6 | 66,1 | 65,0 | 67,5 | 66,2 |
| Chypre                     | nd   | 58,2 | 63,4 | 62,8 | 64,5 | 65,3 | 64,2 | 61,0 | 64,0 | 65,0 | 66,3 | 63,4 | 68,8 | nd   |
| Croatie                    | nd   | nd   | nd   | nd   | nd   | nd   | 60,4 | 61,7 | 64,2 | 60,4 | 60,0 | 56,8 | 58,7 | nd   |
| Danemark                   | 69,0 | 68,4 | 67,2 | 67,4 | 60,8 | 60,4 | 61,4 | 59,4 | 61,4 | 59,1 | 61,4 | 57,6 | 60,3 | 59,7 |
| Espagne                    | 62,7 | 63,4 | 63,5 | 63,2 | 63,7 | 62,1 | 63,8 | 65,6 | 65,8 | 63,9 | 65,0 | 64,1 | 66,5 | 69,9 |
| Estonie                    | 53,8 | 52,4 | 53,9 | 54,9 | 57,5 | 59,2 | 58,2 | 57,9 | 57,2 | 57,1 | 57,1 | 56,2 | 59,0 | 57,2 |
| Finlande                   | 53,1 | 52,5 | 52,8 | 58,0 | 59,5 | 58,6 | 57,9 | 58,3 | 56,2 | nd   | 57,5 | 56,3 | 57,0 | 56,4 |
| France                     | 64,3 | 64,6 | 64,4 | 64,4 | 64,5 | 63,5 | 63,4 | 63,6 | 63,8 | 64,4 | 64,2 | 64,6 | 64,1 | 64,9 |
| Grèce                      | 65,5 | 67,4 | 68,1 | 67,6 | 66,2 | 66,8 | 67,7 | 66,9 | 64,9 | 65,1 | 64,8 | 64,1 | 64,7 | 65,1 |
| Hongrie                    | nd   | 54,3 | 57,2 | 57,8 | 58,2 | 58,2 | 58,6 | 59,1 | 60,5 | 60,1 | 60,8 | 60,1 | 60,2 | 60,8 |
| Irlande                    | 64,2 | 64,0 | 64,9 | 65,6 | 65,1 | 65,2 | 66,9 | 68,3 | 68,5 | 68,0 | 67,5 | 67,9 | 69,8 | 69,3 |
| Islande                    | 62,5 | 65,0 | 65,3 | 71,6 | 69,5 | 68,9 | 68,1 | 67,7 | 68,0 | 66,7 | 66,9 | 66,2 | :    | nd   |
| Italie                     | 71,0 | 67,8 | 64,7 | 62,6 | 61,8 | 62,6 | nd   | 62,7 | 61,5 | 60,9 | 62,3 | 62,7 | 67,2 | 66,4 |
| Lettonie                   | nd   | 53,2 | 52,5 | 54,8 | 54,3 | 56,0 | 56,4 | 56,6 | 59,0 | 54,2 | 55,3 | 54,1 | 54,9 | 52,2 |
| Lituanie                   | nd   | 54,6 | 56,5 | 58,1 | 59,6 | 61,2 | 62,3 | 62,0 | 61,6 | 61,6 | 61,7 | 58,8 | 59,4 | nd   |
| Luxembourg                 | 60,2 | 62,4 | 62,1 | 64,6 | 64,2 | 65,9 | 66,4 | 67,1 | 66,4 | 62,9 | 63,5 | 60,6 | 58,9 | nd   |
| Malte                      | nd   | 70,4 | 69,5 | 71,1 | 72,1 | 71,0 | 71,3 | 70,7 | 72,2 | 72,7 | 74,3 | 74,6 | 72,4 | 73,6 |
| Norvège                    | 65,3 | 64,2 | nd   | 66,1 | 69,0 | 67,8 | 69,8 | nd   | 70,4 | 68,6 | 69,8 | 68,9 | 67,8 | 70,5 |
| Pays-Bas                   | nd   | 63,5 | 63,5 | 64,3 | 59,9 | 60,1 | 60,2 | 59,0 | 58,9 | 57,5 | 59,0 | 57,2 | 57,8 | 57,5 |
| Pologne                    | nd   | 66,9 | 62,9 | 61,5 | 63,0 | 62,5 | 62,3 | 63,3 | 62,8 | 62,7 | 62,7 | 63,2 | 64,6 | 63,5 |
| Portugal                   | 52,4 | 57,1 | 57,9 | 57,9 | 57,6 | 56,4 | 56,7 | 58,6 | 62,6 | 62,2 | 55,4 | 55,0 | 57,4 | 57,0 |
| Tchéquie                   | nd   | 60,0 | 59,9 | 63,3 | 63,4 | 62,7 | 64,5 | 63,6 | 64,1 | 64,2 | 65,0 | 63,7 | 64,0 | 62,4 |
| Roumanie                   | nd   | nd   | nd   | 62,5 | 62,9 | 61,7 | 57,5 | 57,0 | 57,7 | 57,9 | 59,0 | 59,4 | 59,0 | 58,3 |
| Royaume-Uni                | nd   | 65,5 | 64,9 | 66,0 | 66,3 | 66,1 | 65,6 | 65,2 | 64,5 | 64,8 | 64,2 | 63,3 | 63,1 | nd   |
| Slovaquie                  | nd   | 56,6 | 54,6 | 56,1 | 52,5 | 52,6 | 52,0 | 52,3 | 53,1 | 54,3 | 54,6 | 55,1 | 57,0 | 55,6 |
| Slovénie                   | nd   | 60,1 | 61,0 | 62,3 | 60,9 | 61,5 | 54,6 | 53,8 | 55,6 | 59,5 | 59,6 | 57,7 | 57,9 | 54,6 |
| Suède                      | 60,8 | 63,2 | 67,5 | 66,8 | 69,0 | 69,6 | 66,4 | 65,5 | nd   | 66,0 | 73,6 | 73,8 | 73,3 | 71,9 |
| Suisse                     | nd   | nd   | nd   | 63,6 | 64,6 | 63,0 | 63,3 | 64,7 | 67,6 | 58,4 | 57,7 | nd   | 57,7 | nd   |
| Union européenne (27 pays) | nd   | 62,5 | 62,5 | 62,6 | 62,2 | 62,0 | 62,6 | nd   | nd   | nd   | nd   | nd   | nd   | nd   |
| Union européenne (28 pays) | nd   | nd   | nd   | nd   | nd   | nd   | 62,6 | 62,1 | 62,1 | 61,5 | 61,8 | 63,3 | 64,2 | 63,1 |

|                            | 2004 | 2005 | 2006 | 2007 | 2008 | 2009 | 2010 | 2011 | 2012 | 2013 | 2014 | 2015 | 2016 | 2017 |
| -------------------------- | ---- | ---- | ---- | ---- | ---- | ---- | ---- | ---- | ---- | ---- | ---- | ---- | ---- | ---- |
| Allemagne                  | nd   | 54,5 | 58,7 | 59,0 | 56,4 | 57,1 | 57,9 | 57,9 | 57,4 | 57,8 | 56,4 | 65,3 | 65,3 | nd   |
| Autriche                   | 58,3 | 58,2 | 58,7 | 58,7 | 58,5 | 59,5 | 59,4 | 59,5 | 60,2 | 59,7 | 57,6 | 57,9 | 57,0 | 57,4 |
| Belgique                   | 58,9 | 62,4 | 63,0 | 63,5 | 63,4 | 63,9 | 64,0 | 63,4 | 64,2 | 64,0 | 64,5 | 64,4 | 63,7 | 63,5 |
| Bulgarie                   | nd   | nd   | 66,2 | 67,1 | 62,1 | 62,1 | 63,0 | 62,1 | 62,1 | 62,4 | 62,0 | 61,5 | 64,0 | 62,9 |
| Chypre                     | nd   | 59,8 | 64,2 | 63,1 | 63,9 | 64,8 | 65,1 | 61,6 | 63,4 | 64,3 | 66,1 | 63,1 | 67,5 | nd   |
| Croatie                    | nd   | nd   | nd   | nd   | nd   | nd   | 57,4 | 59,8 | 61,9 | 57,6 | 58,6 | 55,3 | 57,1 | nd   |
| Danemark                   | 68,3 | 68,4 | 67,7 | 67,4 | 62,4 | 61,8 | 62,3 | 63,6 | 60,6 | 60,4 | 60,3 | 60,4 | 60,3 | 59,8 |
| Espagne                    | 62,6 | 63,3 | 63,9 | 63,5 | 64,0 | 63,1 | 64,5 | 65,4 | 64,8 | 64,7 | 65,0 | 63,9 | 65,9 | 69,0 |
| Estonie                    | 50,0 | 48,3 | 49,6 | 49,8 | 53,1 | 55,0 | 54,2 | 54,3 | 53,1 | 53,9 | 53,2 | 53,8 | 54,4 | 54,7 |
| Finlande                   | 53,3 | 51,7 | 53,2 | 56,8 | 58,6 | 58,2 | 58,5 | 57,7 | 57,3 | nd   | 58,7 | 59,4 | 59,1 | 58,3 |
| France                     | 61,5 | 62,3 | 62,8 | 62,8 | 62,8 | 62,8 | 61,8 | 62,7 | 62,6 | 63,0 | 63,4 | 62,6 | 62,6 | 62,5 |
| Grèce                      | 63,9 | 65,9 | 66,5 | 66,0 | 65,6 | 66,1 | 66,1 | 66,2 | 64,8 | 64,7 | 64,1 | 63,9 | 63,8 | 64,4 |
| Hongrie                    | nd   | 52,2 | 54,4 | 55,1 | 54,8 | 55,9 | 56,3 | 57,6 | 59,2 | 59,1 | 58,9 | 58,2 | 59,5 | 59,6 |
| Irlande                    | 62,5 | 62,9 | 63,2 | 62,9 | 63,5 | 63,9 | 65,9 | 66,1 | 65,9 | 65,8 | 66,3 | 66,6 | 67,3 | nd   |
| Islande                    | 65,9 | 67,0 | 68,3 | 72,8 | 71,0 | 68,6 | 69,3 | 69,1 | 70,4 | 71,7 | 70,8 | 71,5 | nd   | nd   |
| Italie                     | 68,7 | 66,6 | 65,2 | 63,4 | 62,9 | 63,4 | nd   | 63,5 | 62,1 | 61,8 | 62,5 | 62,6 | 67,6 | nd   |
| Lettonie                   | nd   | 50,8 | 50,8 | 51,4 | 51,6 | 52,6 | 53,1 | 53,6 | 54,6 | 51,7 | 51,5 | 51,8 | 52,3 | 50,6 |
| Lituanie                   | nd   | 51,4 | 52,6 | 53,3 | 54,5 | 57,2 | 57,4 | 57,0 | 56,6 | 56,8 | 57,6 | 54,1 | 56,2 | nd   |
| Luxembourg                 | 59,5 | 62,3 | 61,2 | 62,3 | 64,8 | 65,1 | 64,4 | 65,8 | 65,8 | 63,8 | 64,0 | 63,7 | 61,4 | nd   |
| Malte                      | nd   | 68,6 | 68,3 | 69,2 | 68,8 | 69,4 | 70,1 | 69,9 | 71,5 | 71,6 | 72,3 | 72,6 | 71,1 | 71,9 |
| Norvège                    | 65,9 | 66,1 | nd   | 66,6 | 70,0 | 69,0 | 69,8 | nd   | 71,9 | 71,0 | 72,2 | 71,8 | 72,0 | 72,4 |
| Pays-Bas                   | nd   | 65,4 | 65,2 | 66,1 | 62,5 | 61,7 | 61,3 | 64,0 | 63,5 | 61,4 | 63,3 | 61,1 | 62,8 | 62,3 |
| Pologne                    | nd   | 61,2 | 58,4 | 57,6 | 58,6 | 58,3 | 58,5 | 59,1 | 59,1 | 59,2 | 59,8 | 60,1 | 61,3 | 57,4 |
| Portugal                   | 55,4 | 58,6 | 60,0 | 58,5 | 59,2 | 58,3 | 59,3 | 60,7 | 64,5 | 63,9 | 58,3 | 58,2 | 59,9 | 60,1 |
| Tchéquie                   | nd   | 58,0 | 57,9 | 61,4 | 61,3 | 61,1 | 62,2 | 62,2 | 62,3 | 62,5 | 63,4 | 62,4 | 62,7 | 60,6 |
| Roumanie                   | nd   | nd   | nd   | 60,5 | 60,0 | 59,8 | 57,3 | 57,4 | 57,6 | 58,6 | 59,0 | 59,0 | 59,8 | 59,2 |
| Royaume-Uni                | nd   | 64,2 | 64,8 | 64,6 | 65,0 | 65,0 | 64,9 | 65,2 | 64,6 | 64,4 | 63,4 | 63,7 | 63,0 | nd   |
| Slovaquie                  | nd   | 55,2 | 54,5 | 55,6 | 52,1 | 52,4 | 52,4 | 52,1 | 53,4 | 54,5 | 55,5 | 54,8 | 56,4 | 55,6 |
| Slovénie                   | nd   | 56,4 | 57,7 | 58,7 | 59,4 | 60,6 | 53,4 | 54,0 | 56,5 | 57,6 | 57,8 | 58,5 | 58,7 | 55,3 |
| Suède                      | 62,0 | 64,5 | 67,3 | 67,7 | 69,4 | 70,7 | 67,0 | 67,0 | nd   | 66,9 | 73,6 | 74,0 | 73,0 | 73,2 |
| Suisse                     | nd   | nd   | nd   | 65,3 | 65,7 | 65,2 | 65,5 | 66,3 | 68,6 | 61,5 | 61,4 | nd   | 61,0 | nd   |
| Union européenne (27 pays) | nd   | 61,1 | 61,8 | 61,7 | 61,1 | 61,3 | 61,8 | nd   | nd   | nd   | nd   | nd   | nd   | nd   |
| Union européenne (28 pays) | nd   | nd   | nd   | nd   | nd   | nd   | 61,8 | 61,7 | 61,5 | 61,4 | 61,4 | 62,6 | 63,5 | 63,3 |

#### En France
Entre 2008 et 2023 en France, la part des années vécues sans incapacité dans l’espérance de vie a diminué pour les hommes, passant de 80,9 % à 79,5 % et, pour les femmes, de 76,5 % à 74,9%, dans le sillage d'une période où elle a eu tendance en général à stagner, pour les hommes comme pour les femmes. Elle avait eu en particulier tendance à stagner en France sur longue période à partir du milieu des années 2000. Ainsi, en 2016, elle est stable depuis dix ans. La France a l’une des meilleures espérance de vie à la naissance, mais est assez proche de la moyenne européenne pour l’espérance de vie en bonne santé et elle serait même en 2016 un peu en dessous de la moyenne européenne (64,1 ans chez les femmes et 62,7 chez les hommes alors que la moyenne en Europe est respectivement de 64,2 et 63,5 ans. 
Les chercheurs spécialistes de la biologie du vieillissement avertissent cependant que l'espérance de vie sans incapacité, pour être mesurée de façon fiable, doit l'être à la naissance et pas l’EVSI à 65 ans, une fois qu’on est retraité, chiffre parfois utilisé par les politiques dans les médias.
Pour les femmes, entre 2016 et 2017, cet indicateur a progressé de 0,8 en an, atteignant 64,9 ans en 2017 tandis que l’espérance de vie à la naissance est restée stable, atteignant 85,3 ans, mais l'évolution est très différente pour les hommes : leur espérance de vie en bonne santé est redescendue à 62,6 ans en 2017 (tandis que leur espérance de vie à la naissance passait de 79,3 ans en 2016 à 79,5 ans en 2017).
Dans les années 1980, la disponibilité des statistiques sur l'incapacité s'était améliorée: les premiers calculs de cet indicateur n'ont été fait qu'en 1986, pour l'année 1982, grâce aux résultats d'une « enquête nationale sur la santé et les soins médicaux », puis à la fin du XXe siècle, l'espérance de vie sans incapacité, telle que suivie par l'INSEE augmente. Pour les hommes alors que l'espérance de vie à la naissance était de 70,7 ans, l'espérance de vie sans incapacité (EVSI) était de 61,9 ans. Chez les femmes, l'espérance de vie était de 78,9 ans et l'EVSI de 67,1 ans. En 1982, les années d'incapacité subies à partir de la naissance concernaient essentiellement l'incapacité permanente à domicile et grevait davantage l'espérance de vie des femmes. L'incapacité temporaire avait un poids comparables chez les deux sexes. 
Selon Eurostat, de 2004 et 2014, l'espérance de vie sans incapacité avait déjà évolué de manière distincte selon les sexes, augmentant pour les hommes mais diminuant légèrement pour les femmes : de 64,3 ans à 64,2 ans, mais moins vite qu'antérieurement
De 1990 à 2010 environ, l'espérance de vie sans dépendance augmente, mais l'espérance de vie « sans limitations fonctionnelles » a tendance à stagner et a même parfois temporairement légèrement diminué (par exemple de 2008 à 2010, période de la crise de 2008), avec de nettes différences selon le sexe. Ce phénomène pourrait être expliqué par une plus grande survie des personnes qui autrefois seraient mortes, qui ont survécu (par exemple face au sida ou au cancer) mais en vivant avec la maladie ou certaines séquelles fonctionnelles. Il se peut aussi qu'un nombre accru de personne se perçoive comme ayant un état de santé fonctionnel plus dégradé, ou qu'il y ait une réelle dégradation, ce qui ne peut être vérifié que par des études plus poussées. 
En termes d'évolution au cours du temps, la mise en commun de diverses sources de données indiquait une tendance à la hausse de l'EV sans « dépendance » au cours des 20 dernières années, accompagnée d’une stagnation de l'EV sans limitation fonctionnelle. Autrement dit, les années de vie additionnelles sur ces deux décennies se sont accompagnées de troubles fonctionnels mais pas nécessairement de situation de dépendance.

La notion de santé étant complexe et multiple (santé physique, mentale, affective, sensorielles, cognitives, sexuelle…), les critères de calcul de l'espérance de vie en bonne santé sont plus difficiles à mesurer de façon constante dans le temps, que ceux de l'espérance de vie sans incapacité ou de l'espérance de vie. Ainsi selon l'Inserm : 

« Il est probable que les gens, mieux informés aujourd’hui au sujet de leur état de santé réel, signalent davantage de problèmes de santé chroniques et à des stades plus précoces. »

L'espérance de vie en bonne santé ou sans incapacités pourrait donc être affectée négativement par un dépistage plus fréquent et plus précoce des maladies, et positivement par les progrès de la médecine qui permettent par exemple de vivre sans incapacités avec le sida ou d'autres maladies chroniques autrefois mortelles ou source d'incapacité. Démographes et épidémiologistes cherchent depuis plusieurs décennies à mieux mesurer les limitations fonctionnelles physiques, sensorielles et cognitives, et les restrictions aux activités normale de la vie courante, au sein de la population générale ou de sous-groupes particuliers.